# منطقه لیسبوا
منطقه لیسبوا (پرتغالی: Região de Lisboa) یا منطقه لیژبوا یکی از منطقه‌های کشور پرتغال است که ۳۰۰۱٫۹۵ کیلومتر مربع مساحت و ۲۸۱٬۵۸۵۱ نفر جمعیت دارد.